# Parafia św. Macieja i Przenajdroższej Krwi Pana Jezusa w Bisztynku
Parafia św. Macieja i Przenajdroższej Krwi Pana Jezusa w Bisztynku – rzymskokatolicka parafia w Bisztynku, należąca do archidiecezji warmińskiej i dekanatu Reszel. Została utworzona w końcu XIII wieku. Mieści się przy ulicy Kościelnej.